# Silvester Krčméry
Silvester Krčméry (ur. 5 sierpnia 1924 w Trnavie, zm. 10 września 2013 w Bratysławie) – słowacki działacz kościelny, jeden z organizatorów i liderów podziemnych struktur Kościoła Rzymsko-Katolickiego na Słowacji w czasach komunizmu, nazywany razem z Vladimirem Juklem "generałem" Kościoła podziemnego.

## Życiorys
Studiował medycynę w Bratysławie i Pradze, należał do duszpasterstwa akademickiego (tzw. "Rodziny") prowadzonego przez ks. Tomislava Kolakoviča. Po jego wpływem w pierwszych latach powojennych organizował razem z Vladimirem Juklem akcje ewangelizacyjne i formacyjne. Od 1948 pracował jako lekarz w Koszycach. W 1951 został za działalność kościelną aresztowany, a w 1954 skazany na karę 14 lat pozbawienia wolności. Został zwolniony w 1964, następnie pracował w Bratysławie jako lekarz, równocześnie ponowił współpracę w Vladimirem Juklem, w 1966 założył z nim pierwszy tzw. "krąg" kościoła podziemnego, angażował się w duszpasterstwo studentów, pomoc uzależnionym od alkoholu i narkotyków oraz więźniom. W 1974 należał do założycieli tzw. Instytutu Fatimskiego, w ramach którego organizował struktury podziemnego Kościoła na Słowacji, uczestniczył w wydawaniu samizdatu. W latach 80. razem z V. Juklem należał do liderów i organizatorów Ruchu Apostolstwa Świeckich, był jednym ze współpracowników biskupa Jána Chryzostoma Korca. W 1987 został zaproszony do udziału w Synodzie Biskupów poświęconym powołaniu i misji świeckich w Kościele i w świecie, ale władze komunistyczne odmówiły mu paszportu.
W 1991 został odznaczony Orderem Świętego Sylwestra oraz Orderem Tomáša Garrigue Masaryka II Klasy, którego się zrzekł; a w 2013 Orderem Ľudovíta Štúra I klasy. W 2020 pośmiertnie odznaczony Złotym Krzyżem Zasługi.